# Chaoyang (Liaoning)
Chaoyang is een stadsprefectuur in het westen van de noordoostelijke provincie Liaoning, Volksrepubliek China.